# Nada a Esconder (filme de 2018)
Nada a Esconder (em francês: Le Jeu ' O Jogo ' pronúncia em francês: [lə ʒø] , em inglês: Nothing to Hide) é uma comédia dramática dirigida por Fred Cavayé, adaptado do filme italiano Perfetti Sconosciuti (2016) de Paolo Genovese.

## Sinopse
Um grupo de amigos de longa data se encontram uma noite para um jantar na casa de Marie e Vincent. Um raro eclipse lunar também deve ocorrer na mesma noite. Na mesa de jantar, depois de ouvir a história bem-humorada de Ben sobre uma mulher que descobriu sobre as traições do seu marido apenas após sua morte no hospital, após olhar as mensagens em seu celular desbloqueado, o grupo começa a discutir as configurações de bloqueio do telefone e compartilhar informações em seus telefones com seus parceiros. Para apimentar o jantar, Marie sugere um jogo em que todos deixam seus telefones no centro da mesa e todas as mensagens, emails ou ligações recebidas no telefone de alguém teriam que ser compartilhados com todos os outros. Conforme o jogo avança, mais segredos começam a ser desvendados, colocando dúvidas em suas amizades e casamentos.

## Elenco
- Bérénice Bejo como Marie
- Suzanne Clément como Charlotte
- Stéphane De Groodt como Vincent, marido de Marie
- Vincent Elbaz como Thomas
- Grégory Gadebois como Ben
- Doria Tillier como Léa, esposa de Thomas, recém casados
- Roschdy Zem como Marco, marido de Charlotte

Fleur Fitoussi como Margot, filha de Marie e Vincent